# Haplogrupo O (ADN-Y)
En genética humana, el haplogrupo O (marcador M175) es un haplogrupo del ADN del cromosoma Y humano, descendiente del haplogrupo NO que se presenta en alta frecuencia (comúnmente mayor al 80%) en las poblaciones del Lejano oriente. 

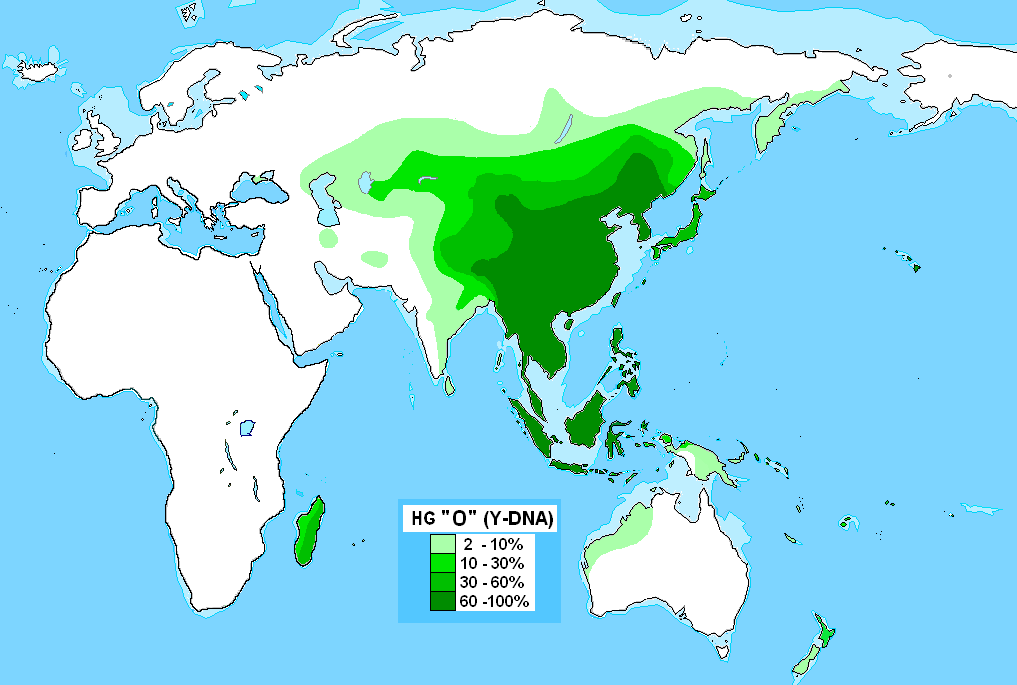
Distribución del haplogrupo O del ADN-Y.

Dada la superpoblación característica del oriente asiático, el haplogrupo O representa efectivamente al 25% de la población mundial aproximadamente.

## Origen
Se calcula que se originó hace unos 30.000 a 35.000 años en el Este o Sudeste de Asia. Durante la Edad de hielo, los grandes macizos y glaciares relacionados con el Himalaya aislaron a los pobladores prehistóricos de Asia oriental durante miles de años.
Su diversificación permite deducir que la población de Asia Oriental tuvo su origen en la parte continental del Sureste asiático hace 25.000-30.000 años.
En general, O es el principal haplogrupo en todos los grupos lingüísticos de este y sudeste de Asia, como se puede observar en hablantes de lenguas sino-tibetanas, austronesias, austroasiáticas, tai-kadai y hmong-mien, lo que implicaría que la mayor divergencia está en el sur de China y que podría estar relacionado con la antigua e hipotética macrofamilia sino-áustrica.

## Distribución y subclados
El haplogrupo O (M175, Y3294 y otros) es predominante y casi exclusivo de Asia oriental y del Sudeste de Asia. Se encontró que es mayoritario por ejemplo en los han de China con una frecuencia del 81%, en los han de Taiwán 89%, en aborígenes de Taiwán 88%, en los tai 88%, en Java 87%, en filipinos 80%, en Corea del Sur 79%, al extremo noreste de India 80%, en manchúes 79%, en Vietnam 79%, y en Malasia y Borneo 70%.
Moderadas frecuencias se encontraron en el Tíbet (China) con 34%, en Madagascar 34%, en Polinesia 28%, en uigures 14%, en Japón 24%, India oriental 21%, Mongolia 12% y Bangladés 10%.
En general es variable en las Islas del Pacífico (Melanesia, Micronesia) y frecuencias menores se encuentran en Asia Central, India y Siberia. Está prácticamente inexistente en las poblaciones nativas de América, África, Europa y Australia. Sus principales clados se relacionan del siguiente modo:
| O1 (F265) | \| \| O1a (M119, MSY2.2) antes O1 \| \| \| \| \| \| O1b (M268, P31), antes O2 \| \| \| \| |
|           | \| \| O1a (M119, MSY2.2) antes O1 \| \| \| \| \| \| O1b (M268, P31), antes O2 \| \| \| \| |
|           | O2 (M122) antes O3                                                                        |
|           |                                                                                           |
|           | O1a (M119, MSY2.2) antes O1                                                               |
|           |                                                                                           |
|           | O1b (M268, P31), antes O2                                                                 |
|           |                                                                                           |

|  | O1a (M119, MSY2.2) antes O1 |
|  |                             |
|  | O1b (M268, P31), antes O2   |
|  |                             |

## Haplogrupo O1
El haplogrupo O1 (F265/M1354) presenta alta frecuencia en hablantes de lenguas austronesias; moderada frecuencia en el Sudeste de Asia, Corea y Japón; y menores porcentajes en China.

### O1a (M119)
O1a (M119), antes O1, se habría originado hace unos 30 mil años. Es típico de los pueblos austronesios y es común en los chinos han y hablantes de lenguas tai-kadai. Se encuentra principalmente en el Sudeste de Asia y Sur de China, con altas frecuencias en Taiwán de 69% y 90%.
Según ISOGG 2020 presenta la siguiente subcladística:
- O-M119*: Encontrado en Guizhou (sur de China)
- O-Y14027
  - O-Y144065: Especialmente en China central. Encontrado en Corea del Norte.[18]
  - O1a1 (M11B384/Z231930)
    - O1a1a (M307.1/P203.1): Extendido entre los pueblos austronesios, encontrándose en aborígenes de Taiwán en un 71%, mientras que en los chinos han se obtuvo 8%. Es común en lo miao-yao y otras etnias chinas; también en Indochina, Indonesia, Filipinas, Malasia, Nueva Guinea y Polinesia.[21]
      - O1a1a1 (F446)
        - O1a1a1a (F140): Esta ampliamente disperso en China. Se encontró también en Indonesia, Camboya, Singapur y en Filipinas en pueblos como los igorotes.[18]
        - O1a1a1b (F5498/SK1568, CTS8920): Extendido en China y encontrado en Hong Kong y Vietnam.

      - O1a1a2 (CTS8423, K587): Bien extendido en China. Se encontró también en Japón, Corea del Norte, Hungría y en el pueblo dai.[18]

    - O1a1b (CTS5726): Encontrado en China y Filipinas (Manila y en el pueblo aeta).[22]

  - O1a2 (M110, M50): Es una huella de la diáspora de los pueblos austronesios, pues se encontró un 33% en aborígenes de Taiwán y menores frecuencias en Filipinas, Malasia, Indonesia, Madagascar, Comores,[23] Melanesia y Micronesia.[24] También se encontró en Pekín, Macao[18] y poco en Polinesia.

### O1b (P31)

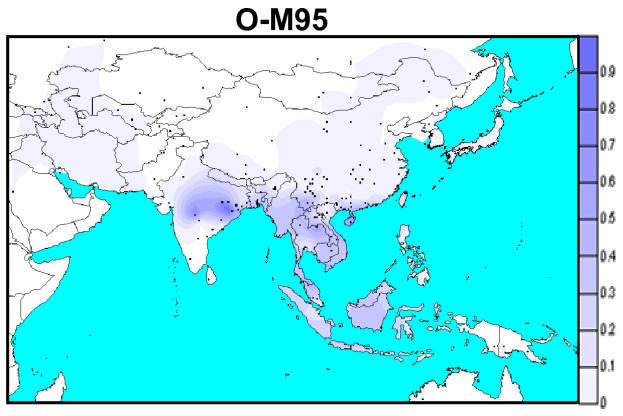
Distribución del haplogrupo M95 del ADN-Y

Haplogrupo O1b (M268, P31), antes O2, es propio del Sudeste asiático y de Asia Oriental.
- O1b1 (F2320, K18, F3008)
  - O-K18*: Encontrado en China.
  - O1b1a (M1470, Y9032)
    - O1b1a1 (PK4) Típico del Sudeste Asiático. Importante en India y en los pashtun (Afganistán).[25]
      - O1b1a1a (M95) Común en hablantes de lenguas austroasiáticas, tai-kadai y malayo-polinesias. Se encontró en Taiwán, Malasia, Indonesia, Madagascar y Polinesia.[14] Al oriente de la India se encontró 53-73% en austroasiáticos, 18-56% en tribus tibeto-birmanas,[26][27] 27% en tribus drávidas y 15% en India en general.[26] Expandido hacia Medio oriente y Asia central.
        - O1b1a1a1 (F1803/M1348, M1310)
          - O-ACT721: En China.
          - O1b1a1a1a (F1252)
            - O1b1a1a1a1 (F2924)
              - O-M111 (M88) Común en Indochina y sur de China. Se encuentra en los vietnamitas, etnias chinas como los hani y she, los tailandeses akhas y diversas tribus de Laos.[28] Está en menor proporción en Filipinas, Indonesia, en aborígenes de Taiwán,[29] y en pueblos chinos como los daur, oroqen, mongoles del sur, evenkis,[30] qiang, yi, hlai, miao, yao y los han de Sichuan, Guangxi, y Cantón. Es común en tailandeses como los thai y en camboyanos.
              - O-CTS5854: Común en los diferentes pueblos tai y en general en las etnias hablantes de lenguas tai que habitan en Tailandia, Laos y sur de China.[31] Encontrado en China, Filipinas y Japón.[18]

            - O1b1a1a1a2 (SK1630, F5504): En China y Riazán (Rusia)

          - O1b1a1a1b (F789/M1283): Extendido en Indochina. Encontrado al sur de China, Vietnam, Camboya, Malasia, Bangladés, India oriental, Java, Arabia Saudita,[18] Laos, Tailandia, Birmania y Bután.[32]

        - O1b1a1a2 (CTS350): En China y Japón.

      - O1b1a1b (F838): Extendido en China. Encontrado en Vietnam, Molucas[33] y Birmania.[34]

    - O1b1a2 (Page59, CTS4040): En la etnia han de China se encontró 5% al norte, 4% al este y 3% al sur.[35] Encontrado en Taiwán, Filipinas, Japón, Corea, Vietnam, Catar y en hazaras (Afganistán).[36]
      - O1b1a2a (F993, F779): En china y encontrado en Afganistán.
      - O1b1a2b (F417/M1654): En China y Japón.[18]
      - O1b1a2c (CTS9996, PF4341): En China y Vietnam.[18]

- O1b2 (P49, M176/Page63/SRY465) Muy extendido en Japón y Corea del Sur, se encuentra también en las islas Ryukyu, Indonesia, Vietnam, Tailandia, en manchús, ewenkis y micronesios.
  - O-P49*: Encontrado en Corea del Sur.
  - O1b2a (F1942/Page92, F1658) China, Corea del Sur, Japón
    - O-Y72638: Encontrado en Jilin (China) y Japón.[18]
    - O1b2a1 (CTS9259)
      - O1b2a1a (F1204, K10)
        - O-K10*: Encontrado en Tokio.
        - O1b2a1a1 (CTS713, 47Z): Importante en Japón, encontrándose un 22%.[37] Menor presencia en Corea y China.
          - O-CTS56 (CTS10682): Alta frecuencia en Japón y Ryukyu, se encuentra también en indonesios, thai, coreanos y vietnamitas.

        - O1b2a1a2 (F2868, K4): Importante en Corea del Sur, encontrándose al menos 19%.[38] Menor presencia en Japón y China.
        - O1b2a1a3 (CTS10687)

      - O1b2a1b (CTS562): Especialmente en Corea del Sur. Presente en China y Japón.[18]

## Haplogrupo O2
El haplogrupo O2 (M122), antes O3, es predominante en la República Popular China, desde el norte en manchúes hasta el sur de China y es importante en la península de Corea. Se presenta también en el Sudeste de Asia y culturas austronesias, y hay menor frecuencia en el Sur de Asia, Oceanía y Asia central. 
Es mayoritario en la población asiático-americana de EE. UU. con 55%. Predomina en la etnia han, en los pueblos del Sur de China como los hablantes de lenguas hmong-mien y en los kinh de Saigón-Vietnam. Está extendido en Indonesia, Polinesia, Kazajistán y Uzbekistán.

### O2a (M324)

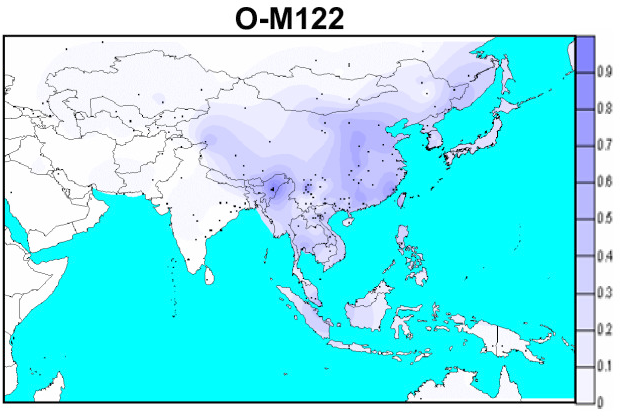
Distribución del haplogrupo O-M122 del ADN-Y

#### O2a1 (L127.1)
El haplogrupo O2a1 (L127.1, L465) es característico de Asia Oriental e Indochina.
- O2a1a (F1876/Page127, CTS727): Extendido en China e Indochina.
  - O2a1a1 (F2159)
    - O2a1a1a (F1867/Page124)
      - O-CTS3709 (F852)
        - O-L599 (M121): En Camboya, Laos,[43] Vietnam y China.

    - O2a1a1b (F915): En los wu, en Vietnam y disperso en China.[18]

- O2a1b (IMS-JST002611) Extendido en China oriental, Japón y Corea.
  - O2a1b1 (F18)
    - O2a1b1a (FGC12511)
      - O2a1b1a1 (F117): Importante en toda China (excepto al oeste). Encontrado en Japón, Corea, Vietnam, Pakistán, Birmania, Armenia y Polinesia Francesa.[18]
      - O2a1b1a2 (F449, F238): Extendido en toda China oriental y encontrado en Corea del Sur, Japón, Birmania y Rusia.[18]

    - O2a1b1b (CTS498) Poco en China y Japón.[18]

  - O2a1b2 (FGC3750/SK1673) En China, Japón y Corea.[18]

#### O2a2 (P201)
El haplogrupo O2a2 (IMS-JST021354/P201) es típico de Asia Oriental y del Sudeste Asiático, y es importante en el Noreste de India.
- O2a2a (M188): Extendido en Asia Oriental y Sudeste asiático, pero especialmente al sur de China.
  - O2a2a1 (F2588)
    - O2a2a1a (CTS445)
      - O2a2a1a1 (CTS201)
        - O2a2a1a1a (M159/Page96) Se encontraron pequeños porcentajes al sur de China, Tailandia y Camboya. También en Taiwán, Vietnam, Indonesia occidental y Filipinas.[29]
        - O2a2a1a1b (FGC50625, MF18110) En China, Japón, Corea del Norte y especialmente en Corea del Sur.[18]

      - O2a2a1a2 (M7) Propio de hablantes de lenguas hmong-mien, encontrándose alta frecuencia en algunos pueblos hmong-mien y en hablantes de lenguas katuicas y bahnáricas, especialmente en las áreas montañosas del sur de China, Laos y Vietnam.[28] También se encuentra en chinos han, buyei, qiang y oroqen;[44] y en Insulindia se encontró en Borneo, Java y Filipinas, aunque no en Sumatra.[21]
        - O2a2a1a2a (CTS10944)
          - O2a2a1a2a1 (F1276) en el sur de China, Vietnam y Quebec (Canadá).[18]
          - O2a2a1a2a2 (Y26403, Y26395) en Taiwán.

  - O2a2a2 (F862, CTS800) en China.

- O2a2b (P164) Común en toda China y se extiende a sus países vecinos.
  - O2a2b1 (M134) Antes O3e. Predomina en los hablantes de lenguas tibetano-birmanas[26] y está difundido en otras zonas de Asia oriental, Sudeste de Asia, Asia Central y del Subcontinente indio. Alta frecuencia (85%) al Noreste de India[45] y 8% en India en general.[26]
    - O2a2b1a (F450/M1667)
      - O2a2b1a1 (M117/Page23): Importante en toda China y en general en hablantes de lenguas sino-tibetanas. Alta frecuencia en Nepal en los tamang con 84%, los tharu 33% y los newa 21%; mientras que en el Tíbet se halló 29%[46] en Mongolia 5% y en uigures 4%.[30]
        - O2a2b1a1a (M133, M1706): Disperso ampliamente en China. Se encontró en Tokio, Corea del Sur, Tripura (India), Cebú (Filipinas), Saigón (Vietnam), Chiayi (Taiwán), Mongolia, Bangladés, Corea del Norte, Birmania y Camboya.[18]
        - O2a2b1a1b (CTS4960, MF1380): Poco en China y Japón.

      - O2a2b1a2 (F122, Y20): Extendido en China central y oriental. También en Japón, Vietnam, Corea del Sur, Tailandia y Kazajistán.[18]

  - O2a2b2 (AM01822/F3223, F3237)
    - O2a2b2a (AM01856/F871) en China oriental, Vietnam, Filipinas, Corea y Japón.[18]
    - O2a2b2b (A16433) en China oriental.

### O2b (F742)
O2b (F742, CTS1754)
- O2b1 (F1150, F953): Encontrado en China y Vietnam.[18]
- O2b2 (F1055)

## Relación con familias lingüísticas
Según algunos autores, habría una correlación entre los principales clados del haplogrupo O y las familias lingüísticas del Este y Sudeste de Asia, así como con algunas macrofamilias.
| O1a Austro‑tai | \| \| Austronesia \| \| \| \| \| \| Tai-kadai \| \| \| \| |
|                | \| \| Austronesia \| \| \| \| \| \| Tai-kadai \| \| \| \| |
| O1b            | Austro-asiática                                           |
|                | Austro-asiática                                           |
|                | Austronesia                                               |
|                |                                                           |
|                | Tai-kadai                                                 |
|                |                                                           |

|  | Austronesia |
|  |             |
|  | Tai-kadai   |
|  |             |

|  | Sino-tibetana |
|  |               |
|  | Miao-yao      |
|  |               |

| O1a Austro‑tai | \| \| Austronesia \| \| \| \| \| \| Tai-kadai \| \| \| \| |
|                | \| \| Austronesia \| \| \| \| \| \| Tai-kadai \| \| \| \| |
| O1b            | Austro-asiática                                           |
|                | Austro-asiática                                           |
|                | Austronesia                                               |
|                |                                                           |
|                | Tai-kadai                                                 |
|                |                                                           |

|  | Austronesia |
|  |             |
|  | Tai-kadai   |
|  |             |

|  | Sino-tibetana |
|  |               |
|  | Miao-yao      |
|  |               |

| Haplogrupos del cromosoma Y humano |                  |   |   |    |    |    |    |    |   |   |     |     |     |     |    |    |    |    |     |     |     |    |    |   |
|                                    | Adán cromosómico |   |   |    |    |    |    |    |   |   |     |     |     |     |    |    |    |    |     |     |     |    |    |   |
|                                    | A                |   |   |    |    |    |    |    |   |   |     |     |     |     |    |    |    |    |     |     |     |    |    |   |
|                                    |                  |   |   | BT |    |    |    |    |   |   |     |     |     |     |    |    |    |    |     |     |     |    |    |   |
|                                    |                  | B | B | B  | CT | CT |    |    |   |   |     |     |     |     |    |    |    |    |     |     |     |    |    |   |
|                                    |                  |   |   | DE | DE | CF | CF | CF |   |   |     |     |     |     |    |    |    |    |     |     |     |    |    |   |
|                                    |                  |   | D | E  |    | C  | C  | F  | F | F |     |     |     |     |    |    |    |    |     |     |     |    |    |   |
|                                    |                  |   |   |    | C1 | C2 |    | G  | H | H | IJK | IJK | IJK | IJK |    |    |    |    |     |     |     |    |    |   |
|                                    |                  |   |   |    |    |    |    |    |   |   | IJ  | K   | K   | K   | K  | K  | K  |    |     |     |     |    |    |   |
|                                    |                  |   |   |    |    |    |    |    |   | I | J   |     |     | LT  | K2 | K2 | K2 | K2 | K2  | K2  |     |    |    |   |
|                                    |                  |   |   |    |    |    |    |    |   |   |     |     | L   | T   |    | MS | MS | MS | MS  | P   | P   | P  | NO |   |
|                                    |                  |   |   |    |    |    |    |    |   |   |     |     |     |     |    | M  | S  |    | Q   | R   | R   |    | N  | O |
|                                    |                  |   |   |    |    |    |    |    |   |   |     |     |     |     |    |    |    |    |     | R1  | R1  | R2 |    |   |
|                                    |                  |   |   |    |    |    |    |    |   |   |     |     |     |     |    |    |    |    | R1a | R1a | R1b |    |    |   |
|                                    |                  |   |   |    |    |    |    |    |   |   |     |     |     |     |    |    |    |    |     |     |     |    |    |   |